# Mercedes-Benz W108

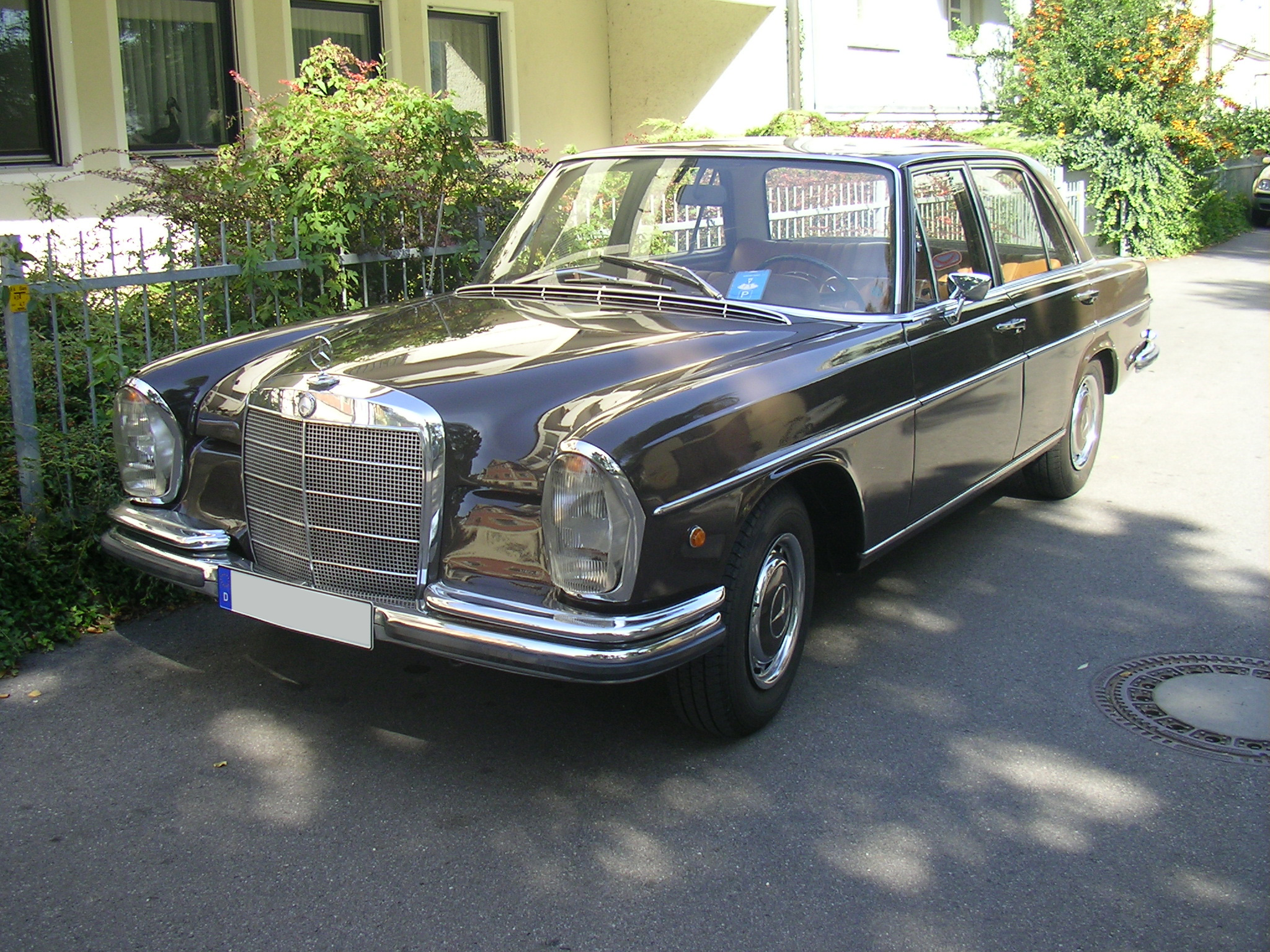
Mercedes-Benz W108 – wersja europejska

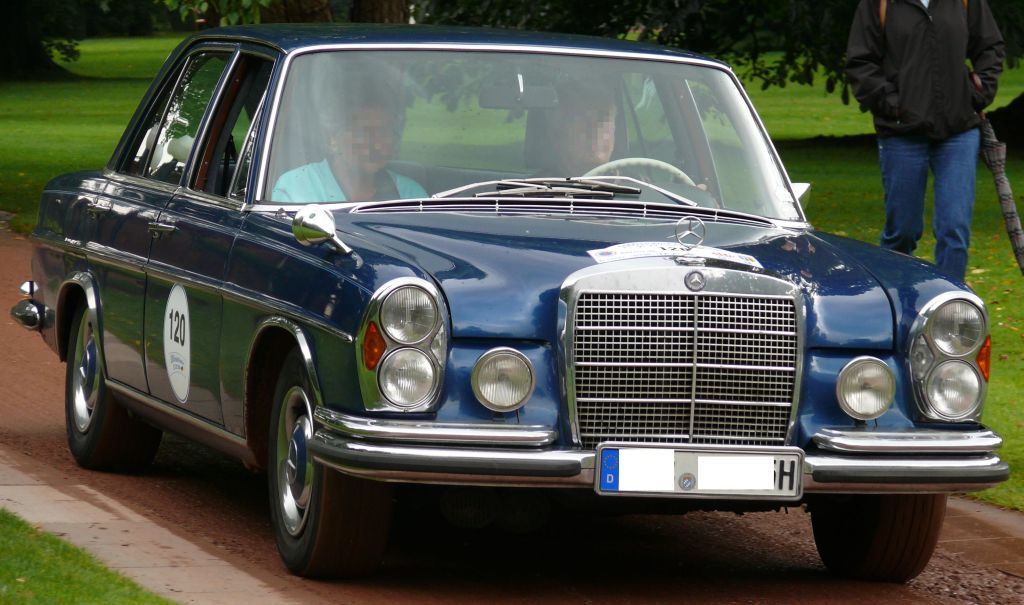
Mercedes-Benz W108 – wersja amerykańska

Mercedes-Benz W108 / W109 – generacja luksusowych limuzyn zaprezentowana w 1965 roku. Zastąpiła w ofercie modele serii W111/W112, nazywane skrzydlakami (niem. Heckflosse – dosłownie: tylne skrzydło). Opisywany model jest ostatnim najbardziej komfortowym przed stworzeniem Klasy S, rozpoczynającej się od modelu W116.
Nadwozie W108 / W109 zostało zaprojektowane przez Francuza – Paula Bracqa. Jest ono pozbawione popularnych na początku lat 60 XX w. zakończeń bocznych krawędzi bagażnika, przypominających skrzydła. Zrywa tym samym z wzornictwem W111 / W112. Dach także ma odmienną stylistykę – już niezaokrąglony, lecz płaski, optycznie poszerzający samochód. Powierzchnia szyb także jest większa. Poza tym, nadwozie jest nieco niższe (6 cm) i minimalnie szersze (1,5 cm), niż u poprzednika.
Konstrukcja modeli W108 / W109 obfitowała w wiele zaawansowanych rozwiązań tj. pneumatyczne samopoziomujące zawieszenie, hamulce tarczowe przy wszystkich kołach, elektrycznie otwierane szyby.

## Modele

### W108
Modele o uboższym wyposażeniu i mniejszym (275 cm) rozstawie osi. Montowano w nich konwencjonalne, sprężynowe zawieszenie. W 1965 zaprezentowano:
- 250 S – silnik: typ M180, gaźnikowy, 6-cylindrowy, pojemność: 2496 cm³; czas produkcji: 07.1965 – 03.1969.
- 250 SE – silnik: typ M129, wtryskowy, 6-cylindrowy, pojemność: 2496 cm³; czas produkcji: 08.1965 – 01.1968.
- 300 SEb – silnik: typ M189, wtryskowy, 6-cylindrowy, pojemność: 2996 cm³; czas produkcji: 08.1965 – 12.1967.

Na przełomie 1967 i 1968 wyżej wymienione modele zostały zastąpione przez:
- 280 S – silnik: typ M130, gaźnikowy, 6-cylindrowy, pojemność: 2778 cm³; czas produkcji: 11.1967 – 09.1972.
- 280 SE – silnik: typ M130, wtryskowy, 6-cylindrowy, pojemność: 2778 cm³; czas produkcji: 11.1967 – 09.1972.
- 280 SEL – silnik: typ M130, wtryskowy, 6-cylindrowy, pojemność: 2778 cm³; czas produkcji: 01.1968 – 04.1971.

Latem 1970 roku, na salonie w Amsterdamie miały premierę:
- 280 SE 3.5 – silnik: typ M116, wtryskowy, 8-cylindrowy, pojemność: 3499 cm³; czas produkcji: 07.1970 – 09.1972.
- 280 SEL 3.5 – silnik: typ M116, wtryskowy, 8-cylindrowy, pojemność: 3499 cm³; czas produkcji: 06.1970 – 08.1972.

Rok później do produkcji weszły:
- 280 SE 4.5 – silnik: typ M117, wtryskowy, 8-cylindrowy, pojemność: 4520 cm³; czas produkcji: 04.1971 – 11.1972.
- 280 SEL 4.5 – silnik: typ M117, wtryskowy, 8-cylindrowy, pojemność: 4520 cm³; czas produkcji: 05.1971 – 11.1972.

Nadal do 1971 roku produkowano wersje nadwoziowe kabriolet i coupe z oznaczeniami 250 SE, 280 SE i 280 SE 3.5 zaliczające się do poprzedniej serii W111.

### W109
Lepiej wyposażona wersja – standardowo m.in. elektrycznie otwierane szyby, wspomaganie kierownicy, deska rozdzielcza wykończona szlachetnym fornirem, zawieszenie pneumatyczne. Większy o 10 cm rozstaw osi – nadwozie wydłużone z myślą o komforcie wożonych pasażerów tylnej kanapy (oznaczenie „L” – niem. lang, czyli – długi).
W 1965 do produkcji wdrożono:
- 300 SEL – silnik: typ M189, wtryskowy, 6-cylindrowy, pojemność: 2996 cm³; czas produkcji: 09.1965 – 12.1967.

Podobnie jak w W108, na przełomie 1967 i 1968, wprowadzono (nowo skonstruowany) 6-cylindrowy silnik:
- 300 SEL – silnik: typ M130, wtryskowy, 6-cylindrowy, pojemność: 2778 cm³; czas produkcji: 12.1967 – 01.1971.

Jednocześnie, zaprezentowano szczytowy model z silnikiem zapożyczonym z limuzyny 600 (W100):
- 300 SEL 6.3 – silnik: typ M100, wtryskowy, 8-cylindrowy, pojemność: 6332 cm³; czas produkcji: 12.1967 – 09.1971.

Jesienią 1969 rozpoczęto produkcję:
- 300 SEL 3.5 – silnik: typ M116, wtryskowy, 8-cylindrowy, pojemność: 3499 cm³; czas produkcji: 08.1969 – 09.1972.

W połowie 1971, zarówno W109, jak i W108, sprzężono z nowym, 8-cylindrowym motorem:
- 300 SEL 4.5 – silnik: typ M117, wtryskowy, 8-cylindrowy, pojemność: 4520 cm³; czas produkcji: 05.1971 – 11.1972.

## 300 SEL 6.3

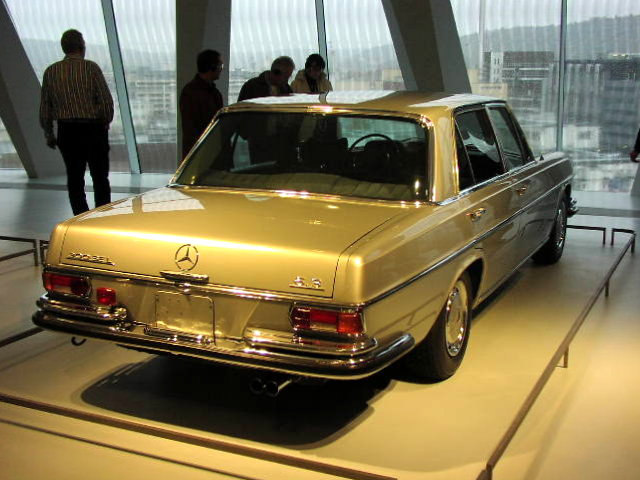
Mercedes-Benz W109 (300 SEL 6.3)

Niedługo po wdrożeniu serii W109 do produkcji (1966), główny inżynier Mercedesa – Erich Waxenberger, zamontował w swoim służbowym, dotychczas 6-cylindrowym 300 SEL silnik szczytowej limuzyny 600 (W100) – 6,3 litrowy V8, M100.
Po około roku wnikliwych testów zdecydowano się wdrożyć do seryjnej produkcji model z 6,3 litrowym V8. Pierwszym po II wojnie światowej o tak dużej pojemności. 300 SEL 6.3 okazał się rynkowym sukcesem – wyprodukowano ponad 6500 sztuk tej limuzyny.
Następcą 300 SEL 6.3 został model Mercedes-Benz W116 450 SEL 6.9, w którym zamontowano rozwiercony do pojemności 6,9 litra, a w konsekwencji mocniejszy silnik M100.

## Dane techniczne i osiągi

### W108
| Model           | Silnik       | Pojemność | Moc    | Zużycie paliwa/100km | Vmax                     | 0–100 km/h           |
| --------------- | ------------ | --------- | ------ | -------------------- | ------------------------ | -------------------- |
| 250 S           | typ M180, R6 | 2496 cm³  | 130 KM | 11,7 l               | 180 km/h 175 km/h (aut.) | 12,8 s 12,9 s (aut.) |
| 250 SE          | typ M129, R6 | 2496 cm³  | 150 KM | 11,7 l               | 190 km/h 185 km/h (aut.) | 11,8 s 12 s (aut.)   |
| 300 SEb         | typ M189, R6 | 2996 cm³  | 170 KM | 19,0 l               | 200 km/h                 | 12 s                 |
| 280 S           | typ M130, R6 | 2778 cm³  | 140 KM | 12,3 l               | 185 km/h 180 km/h (aut.) | 12,5 s 12,3 s (aut.) |
| 280 SE          | typ M130, R6 | 2778 cm³  | 160 KM | 12,3 l               | 190 km/h 185 km/h (aut.) | 10,5 s 11,2 s (aut.) |
| 280 SEL         | typ M130, R6 | 2778 cm³  | 160 KM | 12,3 l               | 190 km/h 185 km/h (aut.) | 10,5 s 11,2 s (aut.) |
| 280 SE 3.5      | typ M116, V8 | 3499 cm³  | 200 KM | 13,0 l               | 210 km/h 205 km/h (aut.) | 9 s 9,4 s (aut.)     |
| 280 SEL 3.5     | typ M116, V8 | 3499 cm³  | 200 KM | 13,0 l               | 210 km/h 205 km/h (aut.) | 9 s 9,4 s (aut.)     |
| 280 SE 4.5      | typ M117, V8 | 4520 cm³  | 198 KM | 14,5 l               | 200 km/h                 | 9,5 s                |
| 280/300 SEL 4.5 | typ M117, V8 | 4520 cm³  | 198 KM | 15,0 l               | 200 km/h                 | 9,5 s                |

### W109
| Model       | Silnik       | Pojemność | Moc    | Zużycie paliwa/100km | Vmax                     | 0–100 km/h           |
| ----------- | ------------ | --------- | ------ | -------------------- | ------------------------ | -------------------- |
| 300 SEL     | typ M189, R6 | 2996 cm³  | 170 KM | 19,0 l               | 210 km/h 205 km/h (aut.) | 10,9 s 11,2 s (aut.) |
| 300 SEL 3.5 | typ M116, V8 | 3499 cm³  | 200 KM | 13,0 l               | 210 km/h 205 km/h (aut.) | 9 s 9,4 s (aut.)     |
| 300 SEL 6.3 | typ M100, V8 | 6332 cm³  | 250 KM | 15,5 l               | 220 km/h                 | 6,5 s                |